# Date A Live
Date A Live (デート・ア・ライブ, Dēto A Raibu) é uma série de light novel escrita por Kōshi Tachibana e ilustrada por Tsunako. A série recebeu adaptação para anime em março de 2013 e uma segunda temporada em abril de 2014. Foi lançado um filme da série em 22 de agosto de 2015. 
A terceira temporada foi ao ar em janeiro de 2019. O filme spin-off Date a Bullet, de duas partes, estreou em agosto e novembro de 2020. A quarta temporada estreou em abril de 2022.

## Sinopse
Trinta anos atrás um gigantesco “terremoto espacial” destruiu grande parte da Eurasia, matando centenas de milhões de pessoas. Nos meses seguintes vários terremotos espaciais de pequenas proporções continuaram ocorrendo aleatoriamente ao redor do mundo, causando muitas mortes e destruição. Após seis meses esses terremotos espaciais pararam subitamente, voltando a ocorrer somente 25 anos depois. Durante esse tempo a humanidade já estava preparada para enfrentar os “terremotos espaciais”, sendo capaz de detectar a ocorrência com bastante tempo de antecedência, permitindo que a população possa evacuar para grandes abrigos subterrâneos. A ocorrência de terremotos espaciais é atribuída oficialmente a distúrbios no campo magnético da Terra, mas um dia o protagonista descobre a verdade escondida da população. Os terremotos espaciais são provocados por poderosas entidades de outra dimensão denominados espíritos. Ao serem jogadas em nossa dimensão contra sua própria vontade, isso provoca um terremoto espacial. Para impedir que os espíritos continuem provocando desastres ao virem para nosso mundo, as forças armadas dos países enviam esquadrões anti-espíritos (AST), para mata-los, porem, devido ao imenso poder dos espíritos, as chances de sucesso são extremamente baixas. Em oposição a isso, a organização Ratatosk busca a co-existência pacifica com os espíritos. Então eles convocam Shido Itsuka, que possui a misteriosa capacidade de selar os poderes dos espíritos, permitindo que eles vivam entre os humanos. Para isso ele precisa fazer com que os espíritos, que possuem a aparência de jovens garotas, se apaixonem por ele.

### Date a Live
Na escola, quando todos vão ao abrigo devido ao aviso de perigo, Shido foi procurar sua irmã mais nova Kotori, que não foi se proteger devido ao sinal de evacuação, mas Shido se depara com uma menina de um vestido astral e ela pergunta a Shido "Você veio me matar?" Contudo, sua colega de classe Origami Tobiichi aparece com uma frota armada chama AST  (Equipe de Extermínio aos Espíritos) aparecem com o propósito de exterminar a menina. Nesse embate Shido acaba na Ratatosk e é abordado por uma mulher que possui um bicho de pelúcia no bolso esquerdo Reine Murasami e quem lidera é sua irmã mais nova Kotori e Shido recebe a missão de ter um encontro com os espíritos e torná-los aptos a conviverem na sociedade e seu primeiro encontro é a menina quem ela estava sendo caçada pela AST. Terá Shido êxito em sua primeira missão?
Tohka Yatogami, nome dado por Shido, o primeiro espírito, se matricula na mesma escola de Shido, para consternação de Origami e elas brigam quem delas teriam a atenção de Shido. Shido agora também tem de lidar com Tohka em sua casa, mas parece que eles não se entendem. Shido se depara com uma outra menina com um fantoche na mão Yoshino e Yoshinon e Yoshino perde o fantoche Yoshinon. Contudo ela é caçada pela AST, mas esta odeia fazer mal aos outros. Shido deve salvar Yoshino e encontrar o fantoche Yoshinon. Shido terá êxito?
Na escola, Shido conhece uma aluna que possui uma personalidade incomum, Kurumi Tokisaki. Ele também conhece outra pessoa da AST, Mana Takamiya, irmã verdadeira de Shido. Shido terá a mesma missão do encontro com Kurumi, mas essa parece ter outros interesses. Como fará Shido para lidar com isso?
No parque Shido tem um encontro com Kotori, mas esta tem problemas para lidar com seu poder e também perde a razão desde o último incidente com Kurumi. Origami descobre que o espírito Efreet é na verdade Kotori e Origami vai caçá-la, mas também no intuito de realizar sua vingança pelo que aconteceu a seus pais há 5 anos. Shido, Tohka e Yoshino deverão fazer o possível para proteger Kotori de Origami e selar seus poderes. Como farão para protegê-la e cessar a sede de vingança de Origami?

### Date a Live II
Em um passeio a escola, Shido conhece Kaguya e Yuzuru Yamai, gêmeas siamesas que brigam para obter o sobrenome Yamai. Lá eles conhecem Ellen Mira Mathers, que trabalha para Isaac Ray Peram Westcott, que chefia a DEM. Shido depois descobre que as irmãs se importam uma com a outra, mas tem de lidar com a DEM, que tem o propósito de sequestrar Tohka. Shido descobrirá que existe muito mais além do poder de Kotori que foi capaz de replicar, o poder de cura e fogo da Kotori Efreet.
Em uma gincana escolar, Shido conhece Miku Izayoi, que possui problemas com meninos e Shido resolve se disfarçar para lidar com Miku. Kaguya e Yuzuru se matriculam na mesma escola com Shido, mas este tem de passar pela mesma coisa além de Origami e Tohka. Na gincana, o grupo de Shido ganha, mas Miku induz a plateia e as pessoas numa lavagem cerebral controlando-os através de seu anjo Gabriel, exceto Shido e Tohka. Tohka é sequestrada pela DEM, que adquiriu os direitos da AST e Shido se encontra foragido tentando achar um jeito para salvar Yoshino, Yuzuru e Kaguya que estão com Miku e Tohka, prisioneira da DEM. Shido vai com Kurumi, que tinha salvo de Kotori, e depois segue com Mana e a Ratatosk depois de serem libertados da Miku na DEM. Shido depois adentra a base da DEM e depois recebe a ajuda de Miku e quando alcança Tohka, Shido é apunhalado por Ellen, que faz despertar a natureza assassina de Tohka assumindo a forma inversa. Terá Shido êxito de lidar com isso e salvar Tohka?

### Date a Live III
Shido se depara com um outro espírito e esta já lida com a DEM (AST anterior). O espírito Natsumi espirra e toma a forma de criança e esta fica brava com Shido por ter visto sua real forma e jura se vingar. Shido depois descobre que fez coisas que nunca tinha feito, por ser obra de Natsumi. Mas Tohka e Origami descobre que era Natsumi que estava se passando por Shido. Ela depois envia fotos das pessoas para que Shido descubra que forma Natsumi tomou, mas enquanto não descobria o impostor, as pessoas desaparecia. Ao Shido descobrir o impostor, Natsumi transforma os espíritos e Origami em crianças. Natsumi ainda tem de lidar com a DEM liderada por Ellen que fere Natsumi, até ser salva por Shido. Shido e Kotori descobre que Natsumi não valorizava sua aparência interior. Além de lidar com Natsumi, eles tem de lidar com os burocráticos que mandam os satélites para cair na cidade de Tengu. Terá êxito Shido encontrar Natsumi e conseguir lidar com essa situação?
Shido decobre que Origami mudou de escola e vai até a casa dela. Ele depois acaba feito prisioneiro e quem o fez foi Origami. Ela fala que ingressou novamente na DEM e decide exterminar todos os espíritos como condição de revelar que espírito matou seus pais há 5 anos. Origami inicia sua caçada para exterminar os espíritos e Shido tenta se libertar para detê-la de sua vingança. Shido terá êxito em se libertar e deter Origami?
Depois do confronto com Origami, ela depois se torna num espírito, mas depois ela toma a forma inversa assim como Tohka, mas esta parece ter perdido aquele brilho que tinha nos olhos, seu corpo fica inerte e não demonstra nenhuma reação ou emoção, virando um cadáver vivo, mas a parte espírita inversa de Origami começa a destruir a cidade Tengu. A resposta para salvar Tengu e Origami seria ir à 5 anos antes e descobri o que levou Origami a esse ponto através do poder de Kurumi que possui a capacidade de viajar no tempo através do Yod Bet.
Ao alterar a história, Shido descobre que Origami não é parte da história, que não existe. Mas, no dia seguinte, uma aluna transferida de cabelo longo, aparece na escola e possui o mesmo nome de Origami. Essa menina é bem diferente da Origami anterior e ela tem de lidar com coisas que ela nunca tinha feito na vida. Shido tem um encontro com ela e ao Shido se machucar, ativa a habilidade Efreet em Shido, despertando sua contraparte do espírito de Origami. Como fará Shido para lidar com a nova Origami?

## Personagens
1a temporada
- Shido Itsuka/Takamiya (いつか／たかみや, Takamiya/Itsuka Shidō)
- Tohka Yatogami (夜刀神 十香, Yatogami Tōka)
- Origami Tobiichi (鳶一 折紙, Tobiichi Origami)
- Kotori Itsuka (五河 琴里, Itsuka Kotori)
- Yoshino (四糸乃, Yoshino)
- Yoshinon (吉野ん) Fantoche
- Kurumi Tokisaki (時先 狂三, Tokisaki Kurumi)
- Mana Takamiya (崇宮 真那, Takamiya Mana)

2a temporada
- Kaguya Yamai (八舞 耶倶矢, Yamai Kaguya)
- Yuzuru Yamai (八舞 夕弦, Yamai Yuzuru)
- Miku Izayoi (Yoimachi Tsukino) (诱宵美九/宵待 月乃, Izayoi Miku/Tsukino Yoimachi)
- Isaac Ray Peram Westcott (サー・アイザック・レイ・ペラム・ウェストコット, Aizakku Rei Peramu Wesutokotto)
- Ellen Mira Mathers (エレン・ミラ・メイザース, Eren Mira Meizāsu)

3a temporada
- Natsumi (七罪)
- Fantasma (Rinne Sonogami) (ファントムー/園神 凜祢 (Sonogami Rinne))

## Lista de Episódios

### 1ª Temporada (2013)
| #   | Título                                                                       | Exibição original     |
| --- | ---------------------------------------------------------------------------- | --------------------- |
| 1   | "10 de Abril" "Shigatsu Tōka (四月十日)"                                     | 6 de abril de 2013    |
| 2   | "Reencontro Próximo" "Sai-sekkin Sōgū (再接近遭遇)"                          | 13 de abril de 2013   |
| 3   | "Espada Que Divide o Céu" "Sora Wakatsu Tsurugi (空分かつ剣(つるぎ))"        | 20 de abril de 2013   |
| 4   | "Chuva Infeliz" "Fukigen na Ame (不機嫌な雨)"                                | 27 de abril de 2013   |
| 5   | "O Chão Congelante" "Itetsuku Daichi (凍て付く大地)"                         | 4 de maio de 2013     |
| 6   | "Fontes Termais do Amor" "Koisuru Onsen (恋する温泉)"                        | 11 de maio de 2013    |
| 7   | "Os Visitantes" "Raihōsha-tachi (来訪者達)"                                  | 18 de maio de 2013    |
| 8   | "Frenesi Triplo" "Sanjū Kyōsō Kyoku (三重狂騒曲)"                            | 25 de maio de 2013    |
| 9   | "Pesadelo Furioso" "Kyōran no Akumu (狂乱の悪夢)"                            | 1 de junho de 2013    |
| 10  | "Espírito do Fogo (Ifrit)" "Honō no Seirei (Ifurīto) (炎の精霊(イフリート))" | 8 de junho de 2013    |
| 11  | "Contagem Regressiva" "Kauntodaun (カウントダウン)"                          | 15 de junho de 2013   |
| 12  | "Coisas Que Você Não Pode Desistir" "Yuzurenai Mono (譲れないもの)"          | 22 de junho de 2013   |
| OVA | "Encontro do Encontro" "Dēto tū Dēto (DATE TO DATE)"                         | 6 de dezembro de 2013 |

### 2ª Temporada (2014)
| #     | Título | Exibição original     |
| ----- | --- | --------------------- |
| 1     | "Vida Diária" "Deirī Raifu (デイリー・ライフ)"                                                                    | 12 de abril de 2014   |
| 2     | "Crianças da Tempestade" "Gufū no miko (颶風の御子)"                                                              | 19 de abril de 2014   |
| 3     | "Dois Desejos" "Futatsu no negai (ふたつの願い)"                                                                  | 26 de abril de 2014   |
| 4     | "Manifestação" "Kengen (顕現)"                                                                                    | 3 de maio de 2014     |
| 5     | "Diva" "Diva (ディーヴァ)"                                                                                        | 10 de maio de 2014    |
| 6     | "Música de Garotas" "Gāruzu Myūjikku (ガールズ・ミュージック)"                                                    | 17 de maio de 2014    |
| 7     | "A Cantora Destruidora de Corações (Gabriel)" "Hagun Utahime (Gaburieru (破軍歌姫(ガブリエル))"                   | 24 de maio de 2014    |
| 8     | "Promessa a Manter" "Hatasubeki Yakusoku (果たすべき約束)"                                                        | 31 de maio de 2014    |
| 9     | "A Verdade Sobre Miku" "Miku no shinjitsu (美九の真実)"                                                           | 7 de junho de 2014    |
| 10    | "Inversão" "Hanten (反転)"                                                                                        | 14 de junho de 2014   |
| OVA   | "Festival Estelar de Kurumi" "Kurumi Sutā Fesuteibaru (狂三スターフェステイバル)"                                 | 8 de dezembro de 2014 |
| Movie | "Julgamento de Mayuri" "Gekijōban Dēto A Raibu: Mayuri Jajjimento (劇場版 デート ア ライブ 万由里ジャッジメント)" | 22 de agosto de 2015  |

### 3ª Temporada (2019)
| #  | Título | Exibição original       |
| -- | --- | ----------------------- |
| 1  | "7o Espírito" "Nana ban-me no Seirei (七番目の精霊)"                                                      | 11 de janeiro de 2019   |
| 2  | "Pode-me dizer quem sou eu?" "Watashi o mitsukerareru? (私を見つけられる?)"                               | 18 de janeiro de 2019   |
| 3  | "Você é Natsumi?" "Natsumi wa omae da (七罪はおまえだ)"                                                   | 25 de janeiro de 2019   |
| 4  | "Transformação" "Henshin (変身)"                                                                          | 1 de fevereiro de 2019  |
| 5  | "Decaindo ao Desespero" "Zetubō ga ochitekuru (絶望が落ちてくる)"                                         | 8 de fevereiro de 2019  |
| 6  | "Encruzilhada" "Wakatareta michi (分かたれた道)"                                                          | 15 de fevereiro de 2019 |
| 7  | "O poder concedido" "Motarasareta chikara (もたらされた力)"                                               | 22 de fevereiro de 2019 |
| 8  | "O Rei Demônio das Trevas Aparece" "Yami furu yoru no maō (闇降る夜の魔王)"                               | 1 de março de 2019      |
| 9  | "Cidade Tengu, 5 anos atrás" "Gonenmae, Tengū-shi (五年前、天宮市)"                                       | 8 de março de 2019      |
| 10 | "Outro Mundo, Outra Menina" "Mōhitotsu no sekai, mōhitori no kanojo (もうひとつの世界、もうひとりの彼女)" | 15 de março de 2019     |
| 11 | "O anjo na noite estrelada" "Hoshi furu yoru no Tenshi (星降る夜の天使)"                                  | 22 de março de 2019     |
| 12 | "Fazendo Shido Itsuka desmaiar" "Itsuka Shidō o kōryaku seyo (五河士道を攻略せよ)"                        | 29 de março de 2019     |

### 4ª Temporada (2022)
| # | Título                                                                     | Exibição original   |
| - | -------------------------------------------------------------------------- | ------------------- |
| 1 | ASA "Awateru na. Kore wa Seirei no Wana da (あわてるな。これは精霊の罠だ)" | 8 de abril de 2022  |
| 2 | ASA "Yoroshii, Naraba Nijigen da (よろしい、ならば二次元だ)"               | 15 de abril de 2022 |
| 3 | ASA "Kimi no Mono wa Watashi no Mono (君のものは私のもの)"                 | 22 de abril de 2022 |
| 4 | ASA "Sora no Seirei (宙の精霊)"                                            | 29 de abril de 2022 |
| 5 | ASA "Fearī Teiru (フェアリー・テイル)"                                     | 6 de maio de 2022   |
| 6 | ASA "Hirakareta Kokoro (開かれた心)"                                       | 13 de maio de 2022  |
| 7 | ASA "Tojirareta Kioku (閉じられた記憶)"                                    | 20 de maio de 2022  |
| 8 | ASA "Kagi to Ken (鍵と剣)"                                                 | 27 de maio de 2022  |
| 9 | ASA "Muma no Yūwaku (夢魔の誘惑)"                                          | 3 de junho de 2022  |

## Recepção
O primeiro volume da primeira temporada do anime ficou em oitavo lugar entre as vendas de Blu-ray no Japão durante sua semana de estréia nos gráficos da Oricon. O jogo Date A Live: Rinne Utopia para PlayStation 3 vendeu 23 340 cópias físicas em sua primeira semana de lançamento no país. Até Outubro de 2015, a série a alcançou um total de 4 milhões de cópias vendidas.